# Nils Geber

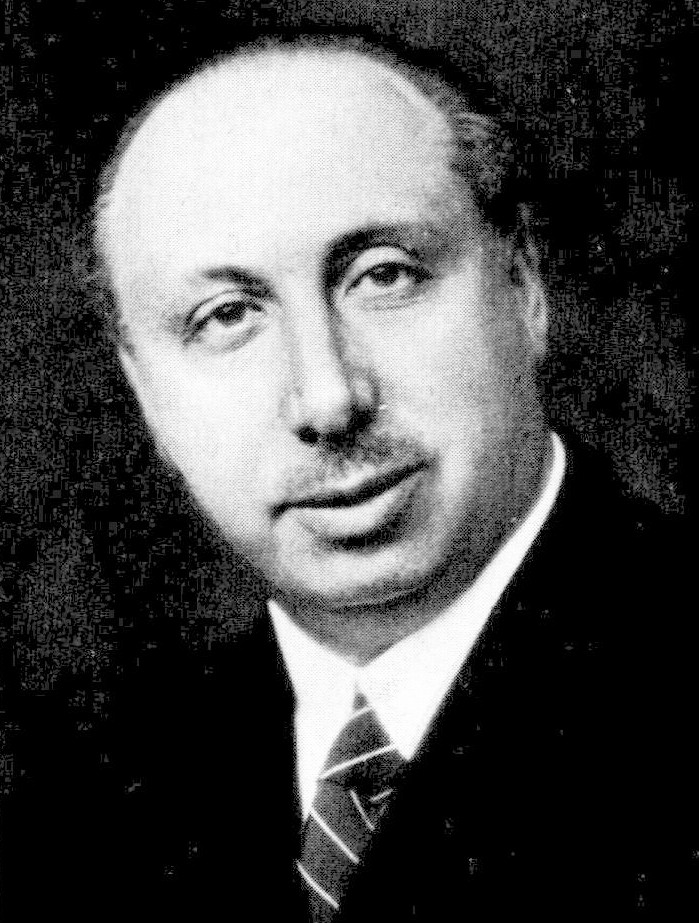
Nils Geber.

Nils Julius Geber, född 3 december 1878 i Stockholm, död där 18 oktober 1937, var en svensk förläggare.

## Biografi
Nils Geber var son till förläggaren Hugo Geber. Han avlade mogenhetsexamen vid Beskowska skolan 1897 och blev därefter student vid Uppsala universitet där han 1901 avlade en filosofie kandidatexamen. Geber studerade därefter vid universiteten i Berlin och Paris, och avlade en filosofie licentiatexamen 1905 innan han anställdes vid faderns bokförlag. 1910 blev han delägare där och 1914 ensam innehavare. Snart gick man samman med Almqvist & Wiksells tryckeri varvid Geber blev VD för företaget. 
Han var mycket litteraturintresserad och lät ofta sin personliga smak styra bokutgivandet snarare än den breda smaken, vilket ledde till stora ekonomiska problem för företaget. Samtidigt bidrog han till att lansera många nya namn på den svenska marknaden, bland andra namn som Ivan Bunin, André Gide, Rudyard Kipling, Thomas Mann och Luigi Pirandello, Karel Čapek, Willa Cather, G.K. Chesterton, Arthur Conan Doyle, Ilja Ehrenburg, Gustave Flaubert, James Joyce, W. Somerset Maugham, André Maurois, Edgar Allan Poe, Arthur Schnitzler, Robert Louis Stevenson och Rebecca West. Nils Geber var även intresserad av teatern och umgicks med regissörer och skådespelare. Han lät även utge pjäser av bland andra Georg Kaiser, Luigi Pirandello och Sutton Vane.
Nils Geber var vice ordförande i Svenska bokförläggareföreningen 1931—1937, ordförande i styrelsen för Svenska bokhandelsskolan, ordförande i Svenska reklamförbundet och i Israelitiska ynglingaföreningen. Han blev 1928 riddare av Nordstjärneorden.